# Saturnijn Aerbeydt
Saturnijn Aerbeydt (Roeselare, 24 november 1913 – 21 september 1996) was een bankdirecteur en mecenas van verschillende sportieve, culturele en sociale projecten. 

## biografie
Saturnijn Aerbeydt was tijdens zijn professionele loopbaan onder meer bankdirecteur bij de Bank van Roeselare. Hij was een vermogend man die zijn fortuin onder meer aan verschillende sociale, sportieve en culturele doelen besteedde.
Aerbeydt was erevoorzitter van de Wielerclub Valère Ollivier – Supportersclub Patrick Sercu die onder meer verschillende wielerwedstrijden inrichtte. Vanuit deze vereniging ijverde hij samen met sportfunctionaris Jozef Defraeye voor de oprichting van een sportraad. Die kwam er met de steun van schepen van sport Albert Biesbrouck in 1973. Aerbeydt was van 1973 tot 1983 de eerste voorzitter van de sportraad.. De raad werd opgericht voor de stimulering en coördinatie van het sportgebeuren in de stad en de ondersteuning van de sportverenigingen. Aerbeydt kwam uit de wielrennerij, maar als voorzitter werd hij gewaardeerd om zijn objectieve houding tegenover alle sporttakken. Hij wou eveneens alle politiek uit de sportraad weren.  Toen hij 70 werd, gaf hij het voorzitterschap door aan Daniël Lefevere van de turnclub ‘Flink & Fris’. 
Na zijn loopbaan bij de sportraad zette Aerbeydt zich in voor de senioren. Hij was een groot voorstander van de werking van het dienstencentrum Ten Elsberghe. Hij vond dat de senioren beloond moesten worden voor hun inzet tijdens hun actieve loopbaan waarmee ze aan de grondslag lagen van de Vlaamse economie en welvaart. In 1992 ijverde hij voor de uitbreiding van het centrum met een ontmoetingsoord. Om het OCMW over de brug te halen besloot hij de bouw van het ontmoetingscentrum zelf te financieren. Hij richtte hiervoor een vzw op die het gebouw in eigendom heeft en het gratis ter beschikking stelt van ‘Ten Elsberghe’. Het kreeg de naam ‘Rinus’ mee, een verwijzing naar de roepnaam van Saturnijn Aerbeydt. 
In 1985 stelde Aerbeydt de ‘Vioolprijs Gabriëlle Aerbeydt-Vansteenkiste in. Deze prijs beloont de drie beste leerlingen viool uit de hoogste klas van de Stedelijke Academie voor Muziek en Woord te Roeselare. Hij schonk hiervoor het nodige kapitaal aan de stad. De prijs kwam er ter nagedachtenis van zijn overleden vrouw die eveneens violiste was.